# Jean-Yves Sénant

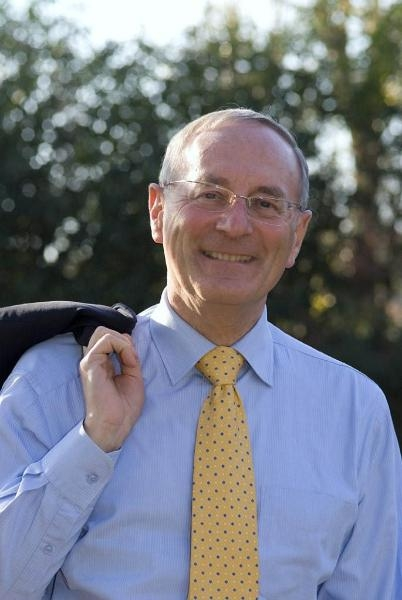
Jean-Yves Sénant (2010)

Jean-Yves Sénant (* 7. September 1946 in Lannilis, Département Finistère) ist ein französischer Kommunalpolitiker der Partei Les Républicains. Seit 2003 ist er Bürgermeister des Pariser Vororts Antony im Département Hauts-de-Seine.

## Leben und Wirken
Jean-Yves Sénant wurde 1946 in Lannilis im Département Finistère in der Bretagne geboren. Er lebt seit 1963 in Antony. Sein Studium an der Elitehochschule Institut d’études politiques de Paris („Sciences-Po“) und der rechtswissenschaftlichen Fakultät der Universität Panthéon-Assas schloss er mit einem Diplôme d’études approfondies (DEA) in öffentlichem Recht und Privatrecht ab.
Seit 1971 war er im Finanzbereich und in der Direktion der staatlichen französischen Eisenbahngesellschaft SNCF tätig. Daneben war er in der Lokalpolitik aktiv. Seit 1983 war er Stadtrat von Antony (wiedergewählt 1989, 1995 und 2001). 1989 wurde er stellvertretender Bürgermeister mit dem Ressort Sport und Jugend. Von 2004 bis 2010 war er Mitglied des Regionalrats der Île-de-France.
Nachdem Sénant 2003 als Nachfolger des verstorbenen Raymond Sibille Bürgermeister von Antony geworden war, gab er seine berufliche Karriere auf, um sich fortan ausschließlich der Politik zu widmen. Seitdem wurde er stets wiedergewählt, zuletzt bei den Kommunalwahlen 2020 im ersten Wahlgang mit 52,44 % der abgegebenen Stimmen; die zweitplatzierte Liste, das Linksbündnis Antony Terre Citoyenne, erreichte lediglich 21,86 %.
Sénant, der als sein politisches Vorbild Charles de Gaulle nennt, war ein enger Vertrauter und Wegbegleiter des Politikers Patrick Devedjian (1944–2020), der von 1983 bis 2002 Bürgermeister von Antony war, bevor er ein Ministeramt annahm.